# Johann Georg Lind
Johann Georg Lind (* im 18. Jahrhundert; † 1873 in Oberissigheim, Main-Kinzig-Kreis) war ein deutscher Kommunalpolitiker und Mitglied der Kurhessischen Ständeversammlung.

## Leben
Johann Georg Lind betrieb in seinem Heimatort Oberissigheim eine Landwirtschaft und war hier Schultheiß.
Er kam als Vertreter der gemäßigt liberalen Hanauer Bauern in den Jahren 1833 und 1837/1838 in die Kurhessische Ständeversammlung. Weitere Abgeordnetenjahre folgten 1860/1861 und 1862/1863.
Die Ständeversammlung wurde nach den Unruhen im Jahre 1830 zum Zwecke der Verabschiedung einer Verfassung konstituiert. Sie löste weitgehend die Landstände der Landgrafschaft Hessen als Organ der Legislative ab und bestand bis zur Annexion Hessens durch Preußen im Jahre 1866.
Lind war mit Anna Maria Wacker verheiratet. Aus der Ehe stammte der Sohn Johann Heinrich, der ebenfalls ein Mandat als Abgeordneter besaß.